# 12988 Tiffanykapler
12988 Tiffanykapler è un asteroide della fascia principale. Scoperto nel 1981, presenta un'orbita caratterizzata da un semiasse maggiore pari a 2,1819065 au e da un'eccentricità di 0,0587110, inclinata di 6,13518° rispetto all'eclittica.